# Staatsbahn
Eine Staatsbahn oder Staatseisenbahn ist der Eigenbetrieb eines Staates, der dem Bau und Betrieb von Eisenbahnen dient. Gelegentlich werden auch Eisenbahngesellschaften als Staatsbahnen bezeichnet, die lediglich unter der Verwaltung eines Staates stehen.

## Begriffsbestimmung

### Ursprüngliche Bedeutung
Ursprünglich − stellenweise auch noch bis heute − bezieht sich der Begriff Staatsbahn auf Eisenbahnen im Eigentum von Gebietskörperschaften, die als Staat bezeichnet werden. 
Da die Bezeichnungen der verschiedenen Hierarchieebenen eines politischen Systems sowohl regional als auch zeitlich durchaus verschieden sind, müssen nach dieser Definition das Einzugsgebiet und der Zeitraum der Existenz der so bezeichneten Eisenbahngesellschaft bekannt sein, um die Eigentümerschaft und damit auch die Bedeutung der Eisenbahn aus dem Begriff ableiten zu können.
Die in deutschen Ländern vor dem Ersten Weltkrieg verbreitete offizielle Bezeichnung im Plural mit „Staatseisenbahnen“ weist darauf hin, dass es sich bei den vom Staat verwalteten Bahnen oft um eine Vielzahl jeweils separater Eisenbahnbetriebe handeln konnte, die weder technisch noch verwaltungsmäßig ein einheitliches Ganzes bildeten. Dies war bei vielen der staatlichen Eisenbahnen Preußens der Fall.
Die oberste Verwaltungsebene staatlicher Bahnen in Ländern des deutschen Reiches (die damaligen „Länderbahnen“) konnte häufig einem Ministerium übertragen sein, so war dies im Großherzogtum Baden zunächst das Außenministerium, im Königreich Preußen dagegen das „Ministerium für Handel, Gewerbe und öffentliche Arbeiten“, später das daraus ausgegliederte „Ministerium für öffentliche Arbeiten“. Als hierarchische Zwischenstufe gab bei letzteren jeweils selbstständige „Königliche Eisenbahndirektionen“ einer Bahn, auf die später gebietsweise definierte Zuständigkeiten übertragen wurden.

### Moderne Bedeutung
Etwa Mitte des 20. Jahrhunderts hat sich ein Bedeutungswandel hin zu einer eindeutigeren Definition vollzogen. Danach bezeichnet der Begriff Staatsbahnen – entsprechend dem vor allem in Übersetzungen gelegentlich zu findenden Begriff Nationalbahnen – explizit Eisenbahnen, die im nationalen Eigentum stehen, wie dies beispielsweise in den Namen „Canadian National Railway“, „Ferrovie dello Stato Italiane“ und „Société nationale des chemins de fer français“ zum Ausdruck kam.
Für Eisenbahnen im Eigentum untergeordneter Gebietskörperschaften waren in Deutschland und Österreich die Begriffe Landesbahn oder Kreisbahn üblich.

## Geschichte
Die Staatsbahnen in Europa haben eine lange Tradition, sie konnten sich in den meisten Ländern jedoch erst im 20. Jahrhundert durchsetzen. Bereits 1835 wurden in Belgien staatlicher Eisenbahnbau betrieben.
Erste Staatsbahn in Deutschland war die Herzoglich Braunschweigische Staatseisenbahn, die am 1. Dezember 1838 zwischen Braunschweig und Wolfenbüttel eröffnet wurde. Auch die meisten deutschen Länder – wie Bayern, Sachsen, Hannover, Württemberg und Baden – gingen früh zum Bau von Staatsbahnen über. Preußen, der größte deutsche Staat, baute zunächst ab 1851 die Ostbahn. Die Privatbahnen wurden später großenteils vom Staat aufgekauft. Zuletzt war der Bestand der Preußischen Staatseisenbahnen der größte in Europa.
In Österreich fasste man zwischen 1884 und 1918 einen Großteil der Eisenbahnlinien in den k.k. österreichischen Staatsbahnen (kkStB) zusammen.
In der Schweiz wurde 1861 mit der Bernischen Staatsbahn die erste Staatsbahn gegründet, 1886 folgte die Jura neuchâtelois. 1902 bis 1909 wurden die fünf größten Privatbahnen verstaatlicht und in den Schweizerischen Bundesbahnen (SBB) zusammengefasst.
Seit Ende des 20. Jahrhunderts kehrte sich der Trend in Europa wieder teilweise um: Viele staatliche Bahnen wurden, oft durch Liberalisierungsdruck der Europäischen Union und Öffnung der Schienenverkehrsmärkte, reprivatisiert. Die Deutsche Bahn AG wird zwar nach privatwirtschaftlichen Gesichtspunkten betrieben, ist aber nach wie vor eine Staatsbahn, da sie sich vollständig in Bundeseigentum befindet.
In den USA gibt es neben Amtrak nur eine Staatsbahn: die Alaska Railroad. Der Staat Kanada ist nur noch Betreiber von VIA Rail Canada; die ehemalige Staatsbahn Canadian National Railway wurde inzwischen privatisiert.
Mit 1,6 Millionen Angestellten ist die indische Staatsbahn Indian Railways der weltweit größte Arbeitgeber.

## Auswahl heutiger Staatsbahnen
Die folgenden Listen enthalten Bahngesellschaften, die sich vollumfänglich im Besitz des jeweiligen Staates befinden. Sie erheben keinen Anspruch auf Vollständigkeit.

### Europa
| Land               | Name | Abkürzung/Kurzform |
| ------------------ | --- | ------------------ |
| Albanien           | Hekurudha Shqiptare | HSH                |
| Belgien            | Nationale Maatschappij der Belgische Spoorwegen Société Nationale des Chemins de fer Belges Nationale Gesellschaft der Belgischen Eisenbahnen | NMBS SNCB NGBE     |
| Bulgarien          | Balgarski Darschawni Schelesnizi Български държавни железници                                                                                 | BDŽ                |
| Dänemark           | Danske Statsbaner | DSB                |
| Deutschland        | Deutsche Bahn | DB                 |
| Estland            | Eesti Raudtee | EVR                |
| Finnland           | VR-Yhtymä | VR                 |
| Frankreich         | Société nationale des chemins de fer français                                                                                                 | SNCF               |
| Griechenland       | Organismós Sidirodrómon Elládos Οργανισμός Σιδηροδρόμων Ελλάδος                                                                               | OSE                |
| Irland             | Córas Iompair Éireann | CIÉ                |
| Italien            | Ferrovie dello Stato Italiane | FS                 |
| Kroatien           | Hrvatske željeznice | HŽ                 |
| Lettland           | Latvijas dzelzceļš | LDZ                |
| Litauen            | Lietuvos geležinkeliai | LTG                |
| Luxemburg          | Chemins de Fer Luxembourgeois | CFL                |
| Niederlande        | Nederlandse Spoorwegen | NS                 |
| Nordirland         | Northern Ireland Railways | NIR                |
| Norwegen           | Vy | Vy                 |
| Polen              | Polskie Koleje Państwowe | PKP                |
| Portugal           | Comboios de Portugal | CP                 |
| Rumänien           | Căile Ferate Române | C.F.R.             |
| Russland           | Rossijskije schelesnyje dorogi Российские железные дороги                                                                                     | RŽD                |
| Serbien            | Železnice Srbije Железнице Србије | ŽS                 |
| Schweden           | SJ AB | SJ AB              |
| Österreich         | Österreichische Bundesbahnen | ÖBB                |
| Österreich/ Ungarn | Raab-Oedenburg-Ebenfurter Eisenbahn/ Győr-Sopron-Ebenfurti Vasút                                                                              | ROeEE / GySEV      |
| Schottland         | ScotRail |                    |
| Schweiz            | Schweizerische Bundesbahnen Chemins de fer fédéraux suisses Ferrovie federali svizzere                                                        | SBB CFF FFS        |
| Slowakei           | Železničná spoločnosť Slovensko | ZSSK               |
| Slowenien          | Slovenske železnice | SŽ                 |
| Spanien            | Red Nacional de los Ferrocarriles Españoles                                                                                                   | RENFE              |
| Tschechien         | České dráhy | ČD                 |
| Tschechien         | Správa železnic | SŽCZ               |
| Ungarn             | Magyar Államvasutak | MÁV                |
| Wales              | Transport for Wales | TfW                |
| Belarus            | Belaruskaja tschyhunka | BC                 |

### Nordamerika
| Land               | Name                                    | Abkürzung/Kurzform |
| ------------------ | --------------------------------------- | ------------------ |
| Kanada             | VIA Rail Canada                         | VIA                |
| El Salvador        | Ferrocarriles Nacionales de El Salvador | FENADESAL          |
| Vereinigte Staaten | Amtrak                                  | AMTK               |
| Vereinigte Staaten | Alaska Railroad                         | ARR                |

### Südamerika
| Land        | Name                                       | Abkürzung/Kurzform |
| ----------- | ------------------------------------------ | ------------------ |
| Argentinien | Ferrocarriles Argentinos                   |                    |
| Chile       | Empresa de los Ferrocarriles del Estado    | EFE                |
| Uruguay     | Administración de Ferrocarriles del Estado | AFE                |
| Venezuela   | Instituto de Ferrocarriles del Estado      | IFE                |

### Australien und Ozeanien
| Land       | Name                 | Abkürzung/Kurzform |
| ---------- | -------------------- | ------------------ |
| Neuseeland | New Zealand Railways | NZRC               |

### Asien
| Land                | Name                                                                      | Abkürzung/Kurzform             |
| ------------------- | ------------------------------------------------------------------------- | ------------------------------ |
| Volksrepublik China | China Railways 中国铁路 (Zhōngguó Tiělù)                                  | CNR                            |
| Bangladesch         | Bangladesh Railway বাংলাদেশ রেলওয়ে                                              | -                              |
| Georgien            | Sakartwelos Rkinigsa საქართველოს რკინიგზა                                 | -                              |
| Indien              | Indian Railways भारतीय रेल (bhāratīya rel)                                   | IR                             |
| Israel              | Israel Railways רכבת ישראל (Rakéwet Jisra'el)                             | -                              |
| Kambodscha          | Royal Railways Cambodia                                                   | RRC                            |
| Kasachstan          | Kasachstan Temir Scholy Kazakhstan Temir Zholy, Қазақстан темір жолы      | ҚТЖ (= KTSCH), KTZ             |
| Kirgisistan         | Kyrgys Temir Dscholu Кыргыз Темир Жолу                                    | KTJ                            |
| Malaysia            | Sabah State Railway                                                       | SSR                            |
| Mongolei            | Mongolyn Tömör Dsam Монголын төмөр зам                                    | MTZ                            |
| Nepal               | Nepal Railways                                                            | -                              |
| Nordkorea           | Chosŏn Minjujuŭi Inmin Konghwagukŭi Ch'ŏlto 조선민주주의인민공화국 철도성 | -                              |
| Pakistan            | Pakistan Railways پاکستان ریلویز                                          | -                              |
| Philippinen         | Philippine National Railways Pambansang Daangbakal ng Pilipinas           | -                              |
| Indonesien          | PT.Kereta Api Indonesia Perusahaan Kereta Api Indonesia                   | PT.KAI, PT.KCJ, PT.ARS Railink |
| Südkorea            | Korea Railroad Corporation 코레일                                         | Korail                         |
| Tadschikistan       | Tajik Railways                                                            | -                              |
| Thailand            | Thailändische Staatseisenbahn                                             | SRT                            |
| Türkei              | Türkiye Cumhuriyeti Devlet Demiryolları                                   | TCDD                           |
| Turkmenistan        | Turkmen Railways Türkmen Demir Yollary                                    | TDÝ                            |
| Usbekistan          | Oʻzbekiston Temir Yoʻllari                                                | OTY                            |

### Afrika
| Land                         | Name                                                    | Abkürzung/Kurzform |
| ---------------------------- | ------------------------------------------------------- | ------------------ |
| Ägypten                      | Egyptian National Railways                              | ENR                |
| Algerien                     | Société nationale des transports ferroviaires algériens | SNTF               |
| Botswana                     | Botswana Railways                                       | BR                 |
| Eswatini                     | Eswatini Railways                                       | -                  |
| Demokratische Republik Kongo | Société Commerciale des Transports et des Ports         | SCPT               |
| Demokratische Republik Kongo | Société Nationale des Chemins de fer du Congo           | SNCC               |
| Kenia                        | Kenya Railways                                          | KR                 |
| Marokko                      | Office National des Chemins de Fer                      | ONCF               |
| Mosambik                     | Caminhos de Ferro de Moçambique                         | CFM                |
| Namibia                      | TransNamib                                              | -                  |
| Nigeria                      | Nigerian Railway Corporation                            | NRC                |
| Sambia                       | Zambia Railways                                         | ZR                 |
| Sambia / Tansania            | Tanzania-Zambia Railway                                 | TAZARA             |
| Südafrika                    | Passenger Rail Agency of South Africa                   | PRASA              |
| Südafrika                    | Transnet                                                | -                  |
| Tansania                     | Tanzania Railways                                       | TRC                |
| Tunesien                     | Société nationale des chemins de fer tunisiens          | SNCFT              |

## Auswahl historischer Staatsbahnen
| Land                                | Name                          | Abkürzung/Kurzform |
| ----------------------------------- | ----------------------------- | ------------------ |
| Österreich-Ungarn                   | k.k. Staatsbahnen             | kkStB              |
| Weimarer Republik / Deutsches Reich | Deutsche Reichsbahn           | DR                 |
| Deutsche Demokratische Republik     | Deutsche Reichsbahn           | DR                 |
| Jugoslawien                         | Jugoslovenske Železnice       | JŽ                 |
| Sowjetunion                         | Sowetskije schelesnyje dorogi | SŽD                |
| Tschechoslowakei                    | Československé státní dráhy   | ČSD                |
| Mandschukuo                         | Mandschurische Staatsbahn     |                    |